# Webera humilis
Webera humilis là một loài Rêu trong họ Bryaceae. Loài này được (Mont.) Broth. miêu tả khoa học đầu tiên năm 1924.